# 10. horská divize Spojených států amerických

Ramenní nášivka 10. horské divize

10. horská divize je lehká pěší divize americké armády se zaměřením na boj v horských oblastech. Její příslušníci jsou mimo jiné cvičeni v horolezectví a přesunech na lyžích i sněžnicích. Je to jedna z nejvíce nasazovaných divizí US Army. Součástí divize jsou 4 bojové brigády, letecká brigáda a podpůrná brigáda. Ve znaku má 2 překřížené bajonety, které symbolizují pěchotu a také připomínají římskou desítku – X. Červená, bílá a modrá na znaku symbolizují americké národní barvy.

## Struktura divize
- 85th Mountain Infantry Regiment 15.03.1943-26.11.1945
- 86th Mountain Infantry Regiment 20.12.1942-23.11.1945
- 87th Mountain Infantry Regiment 15.11.1941-20.10.1945
- 90th Mountain Infantry Regiment 15.05.1943-22.02.1944
- HQ Divisional Artillery
- 604th FA Battalion
- 605th FA Battalion
- 616th FA Battalion
- 10th Mountain Cavalry Reconnaissance Troop
- 10th Mountain Antitank Battalion
- 10th Mountain Medical Battalion
- 10th Mountain Veterinary Company
- 10th Mountain Quartermaster Battalion
- 126th Mountain Engineer Combat Battalion, Light
- 710th Mountain Ordnance Company
- 110th Mountain Signal Company
- 10th Mountain Military
- HQ Company
- HQ Special Troops

## Historie

### Druhá světová válka
První horský prapor byl založen v roce 1941, do roku 1943, se rozrostl na celou divizi (10th Division, od roku 1944 10th Mountain Division). Do bojů 2. světové války zasáhla v roce 1945 v severní Itálii. Krátce po 2. světové válce byla divize rozpuštěna. V roce 1948 byla oživena jako cvičná divize (10th Training Division), v průběhu války v Koreji si zde mnoho vojáků prodělalo základní výcvik. V roce 1954 se stala opět bojovou divizí (10th Infantry Division) a byla poslána do Německa, aby zde vystřídala 1. pěší divizi. V roce 1958 byla vystřídána 3. pěší divizí, poslána domů a následně rozpuštěna.

### Současná 10. horská divize

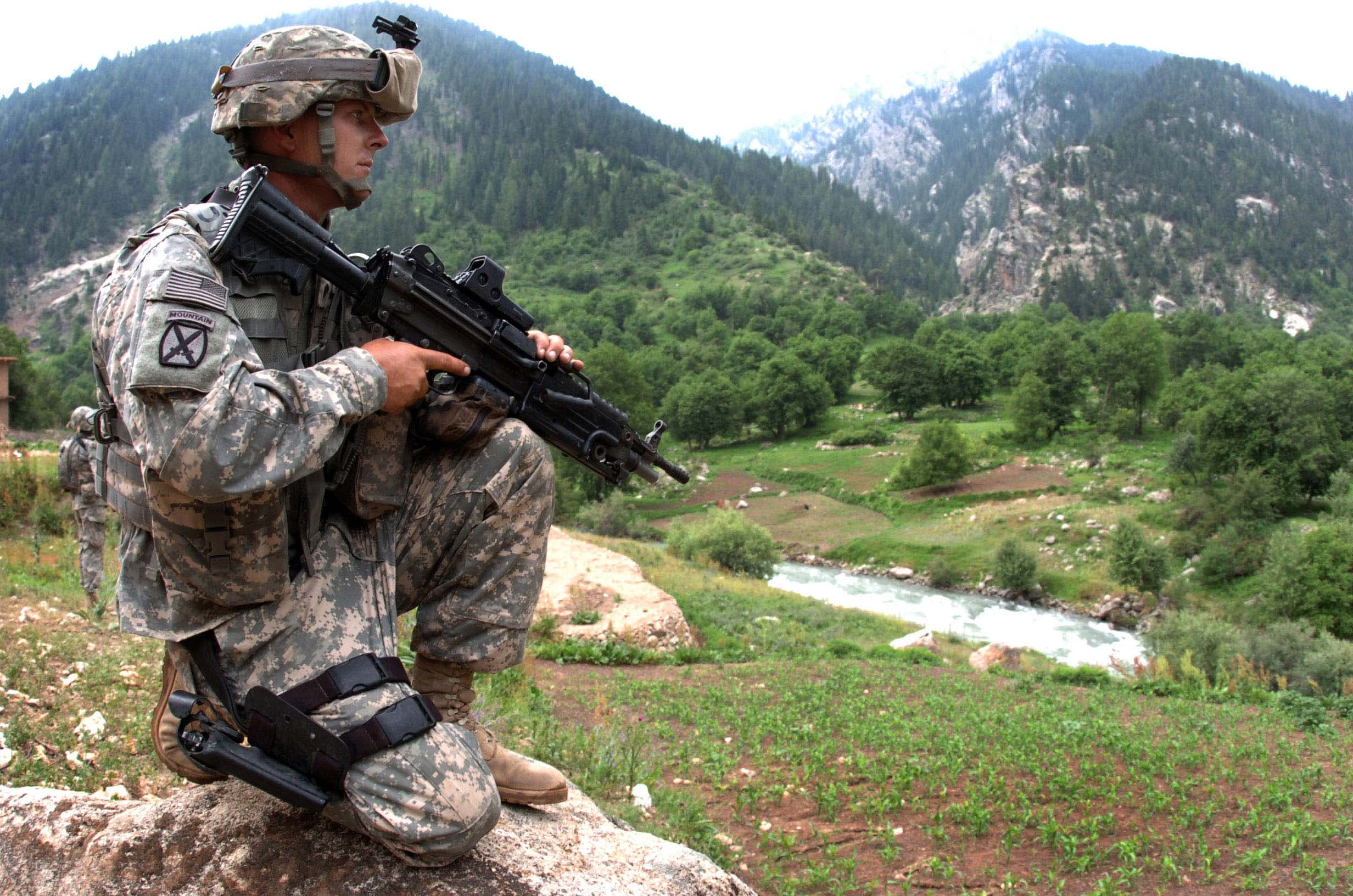
Příslušník 10. divize v Afghánistánu

Znovu byla aktivována v roce 1985 jako 10th Mountain Division (Light Infantry) ve Fort Drum ve státě New York, kde sídlí dodnes. Tato divize má dnes něco okolo 2600 vojáků. Divize byla vybavena lehčími zbraněmi a vybavením, aby mohla být mobilní. Během války v Zálivu tvořilo 1200 jejich příslušníků podporu bojovým silám. 10th Mountain Division dále pomáhala, když v roce 1992 zasáhl Floridu hurikán Andrew.
V letech 1992–1994 byla nasazena v Somálsku v rámci Operace Restore Hope. Zde se v rámci mezinárodních sil starala o rozdávání potravin a udržování míru. 4. října 1993 se zde účastnila záchrany obklíčených, zraněných a vyčerpaných jednotek Rangers.
V roce 1994–1995 byla součástí mezinárodních sil na Haiti v rámci operace Uphold Democracy, v letech 1997-2000 působila v Bosně a Hercegovině.
V nedávné době byla v rámci operace Trvalá Svoboda nasazena v Afghánistánu (od roku 2002) a část divize také v operaci Iraqi Freedom (od roku 2003) v Iráku.
V 10. horské divizi sloužil Bradley Manning.